# Rainbow Connection
Rainbow Connection è una canzone scritta da Paul Williams e Kenneth Ascher e originariamente eseguita dal personaggio Kermit la Rana dei Muppet (Jim Henson) all'inizio del loro film del 1979, Ecco il film dei Muppet.

## Cover
L'originale versione con Kermit di Rainbow Connection raggiunse la posizione 25ª posizione sulla Billboard Hot 100 nel novembre 1979. Artisti che hanno eseguito altre versioni di Rainbow Connection includono: Judy Collins, The Carpenters, Sarah McLachlan, DAT Politics, Aaron Lewis, Kenny Loggins, The Dixie Chicks, Justin Timberlake, Kiki and Herb, Jason Mraz (sia come solista e in duo con Paul Williams), The Pussycat Dolls, Me First and the Gimme Gimmes, Tay Zonday, Jim Brickman, Spine of Caroline, Estradasphere, Leftöver Crack (con testi drammaticamente differenti), The Dresden Dolls, Willie Nelson, Peter Cincotti, Jane Monheit, i Fifteen, Lea Salonga, Andy Bernard (interpretato da Ed Helms) in The Office, Jim James dei My Morning Jacket, The Love e The Trespassers William. Vi è anche una cover eseguita dai Weezer e Hayley Williams per la cover Muppets: The Green Album (pubblicato nel 2011)
Kermit la Rana ha ripreso la canzone in un episodio del Muppet Show nel 1980 in duetto con Deborah Harry quando era una degli ospiti speciali. Kermit la Rana riprende anche la canzone nel film I Muppet, questa volta in duetto con Miss Piggy, finché non si unisce il resto del cast.

## Critiche e Riconoscimenti
- Grazie a questa canzone, Kenneth Ascher e Paul Williams hanno ricevuto nomination agli Oscar agli Academy Awards.
- La American Film Institute ha dichiarato Rainbow Connection come la 74° più grande canzone di un film di tutti i tempi.